# Sebastian Achamer
Sebastian Achamer, né le 18 janvier 1623 à Hall en Tyrol et mort dans la même ville le 5 juillet 1694, est un facteur d'orgue autrichien.

## Biographie
De 1640 à 1646 il apprend la facture d'orgue auprès du facteur Nikolaus Harter. Après son apprentissage, il reste comme compagnon auprès de son maître. Harter, qui a peu construit lui-même, meurt en 1654. Achamer épouse sa veuve et continue l'atelier. Il termine sa vie dans la pauvreté. Déjà en 1687, on ne lui commande pas la construction de l'orgue de l'église paroissiale de Hall.

## Réalisations (sélection)
Son activité se déroule au Tyrol et à Salzbourg ainsi qu'en Bavière et en Souabe.
| Année | Lieu                 | Bâtiment                       | Photo | Clavier | Registre | Remarques          |
| ----- | -------------------- | ------------------------------ | ----- | ------- | -------- | ------------------ |
| 1656  | Ilgen bei Steingaden | Mariä Heimsuchung (Steingaden) |       |         |          |                    |
| 1657  | Schongau             | Mariae Himmelfahrt (Schongau)  |       |         |          |                    |
| 1659  | Absam                | Marienbasilika (Absam)         |       |         |          |                    |
| 1660  | Stötten am Auerberg  |                                |       |         |          |                    |
| 1661  | Marktoberdorf        | Église paroissiale             |       |         |          |                    |
| 1662  | Rattemberg           | Augustinerkirche               |       |         |          |                    |
| 1663  | Mindelheim           | Mariae Verkündigung            |       |         |          |                    |
| 1668  | Innsbruck            | Regelhaus                      |       |         |          |                    |
| 1671  | Salurn               | Saint-Joseph                   |       |         |          |                    |
| 1678  | Lofer                |                                |       |         |          |                    |
| 1680  | Untermieming         |                                |       |         |          |                    |
| 1682  | Kirchdorf in Tirol   |                                |       |         |          |                    |
| 1682  | Teisendorf           |                                |       |         |          |                    |
| ?     | Pinzon               |                                |       |         |          |                    |
| ?     | Ried im Oberinntal   | Chapelle Loreto                |       | I       | 5        |                    |
| ?     | Hall                 | Église paroissiale             |       | I       | 6        | Aujourd'hui à Lans |

## Source
- Walter Senn : Aus dem Kulturleben einer süddeutschen Kleinstadt. Tyrolia, Innsbruck-Wien-München 1938, p. 451–455.

## Crédits
- (de) Cet article est partiellement ou en totalité issu de l’article de Wikipédia en allemand intitulé « Sebastian Achamer » (voir la liste des auteurs).